# ریچارد برد (بازیکن فوتبال)
ریچارد برد (انگلیسی: Richard Baird؛ ۲۰ فوریه ۱۸۹۲ – ۲۷ فوریهٔ ۱۹۷۷) بازیکن فوتبال اهل بریتانیا بود.
از باشگاه‌هایی که در آن بازی کرده‌است می‌توان به باشگاه فوتبال نلسون، باشگاه فوتبال بیکاپ بورو، و باشگاه فوتبال چورلی اشاره کرد.